# Schizachyrium condensatum
Schizachyrium condensatum es una especie de planta herbácea perteneciente a la familia Poaceae. 

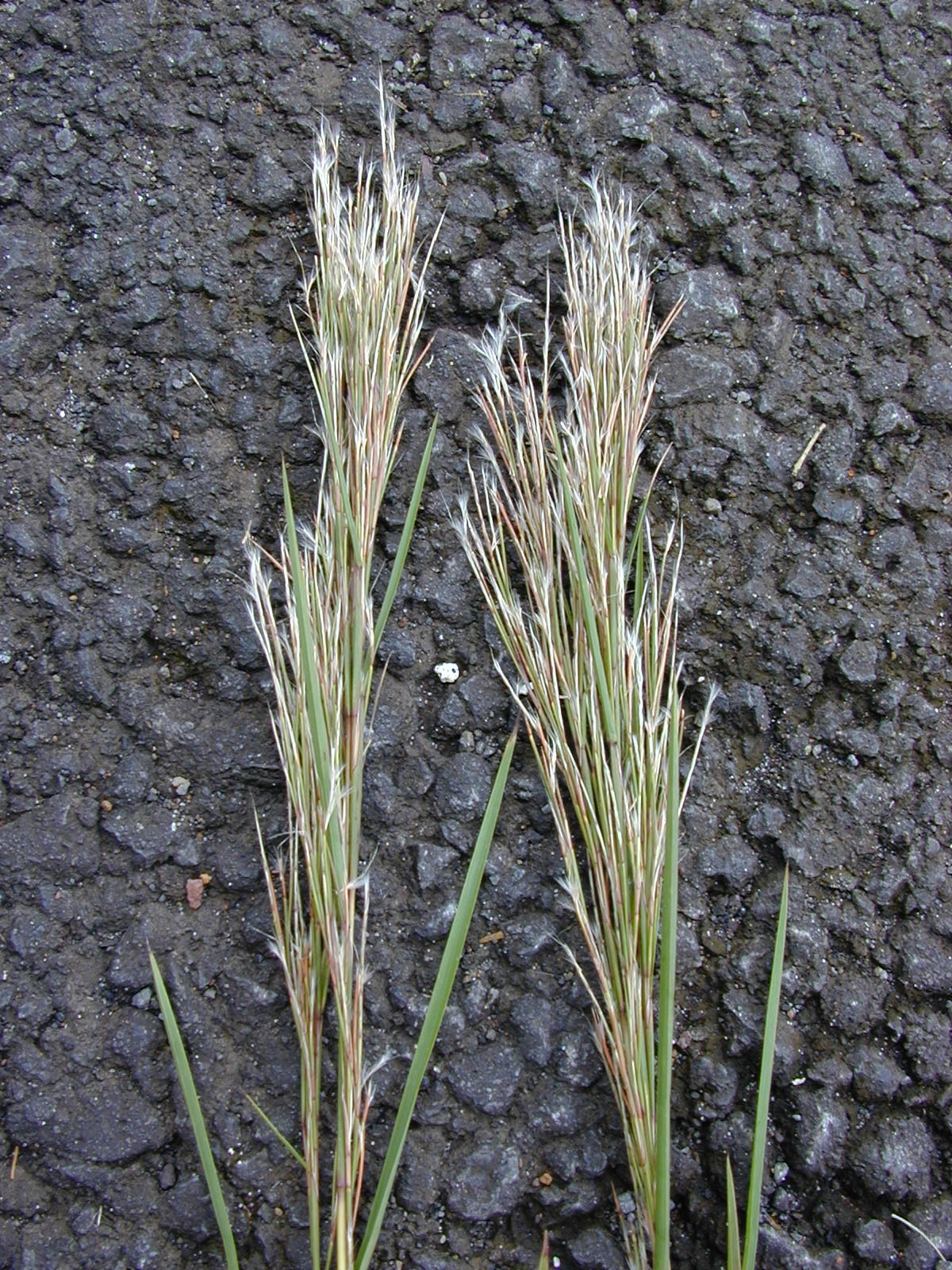
Espigas

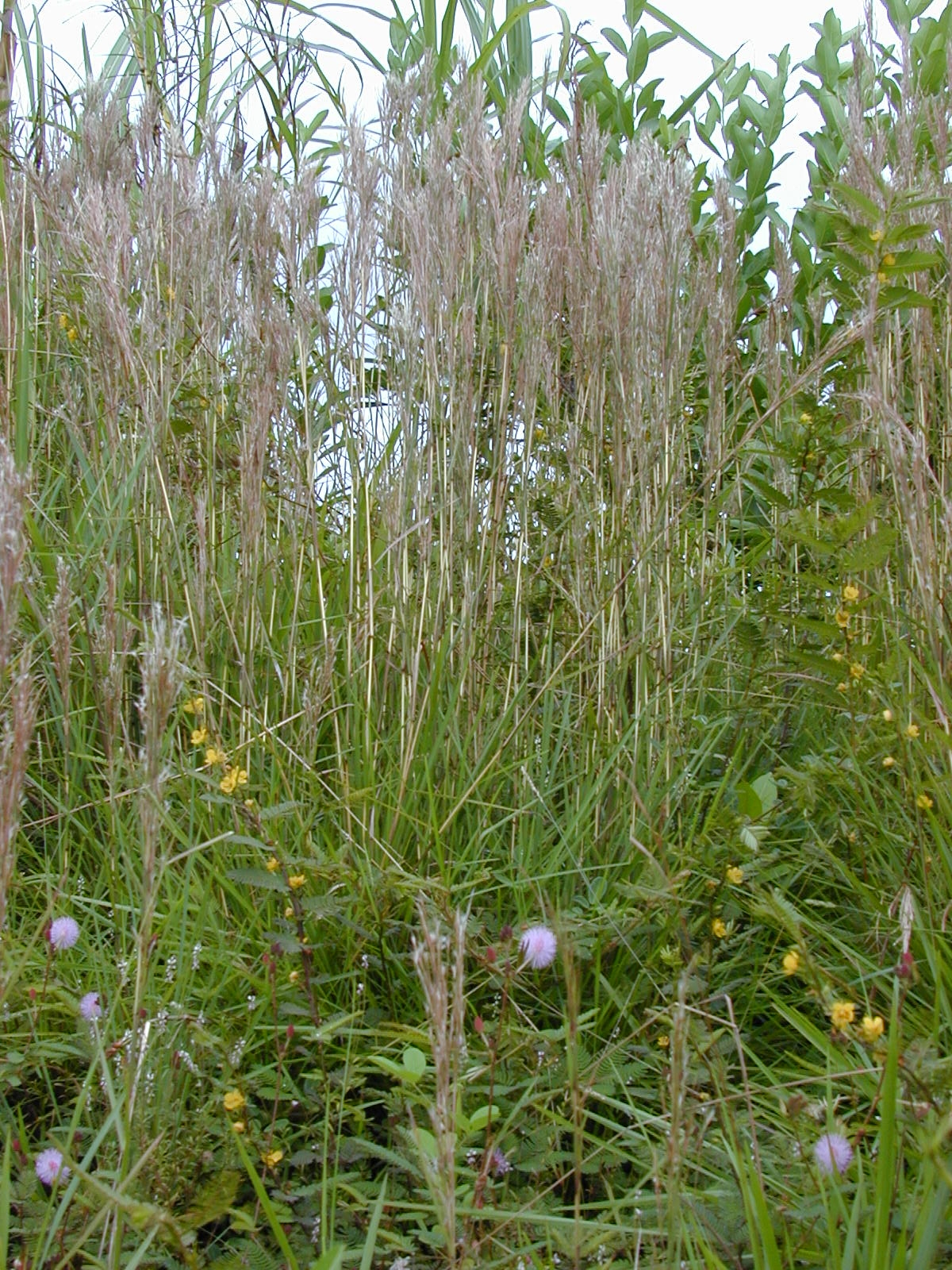
Vista de la planta

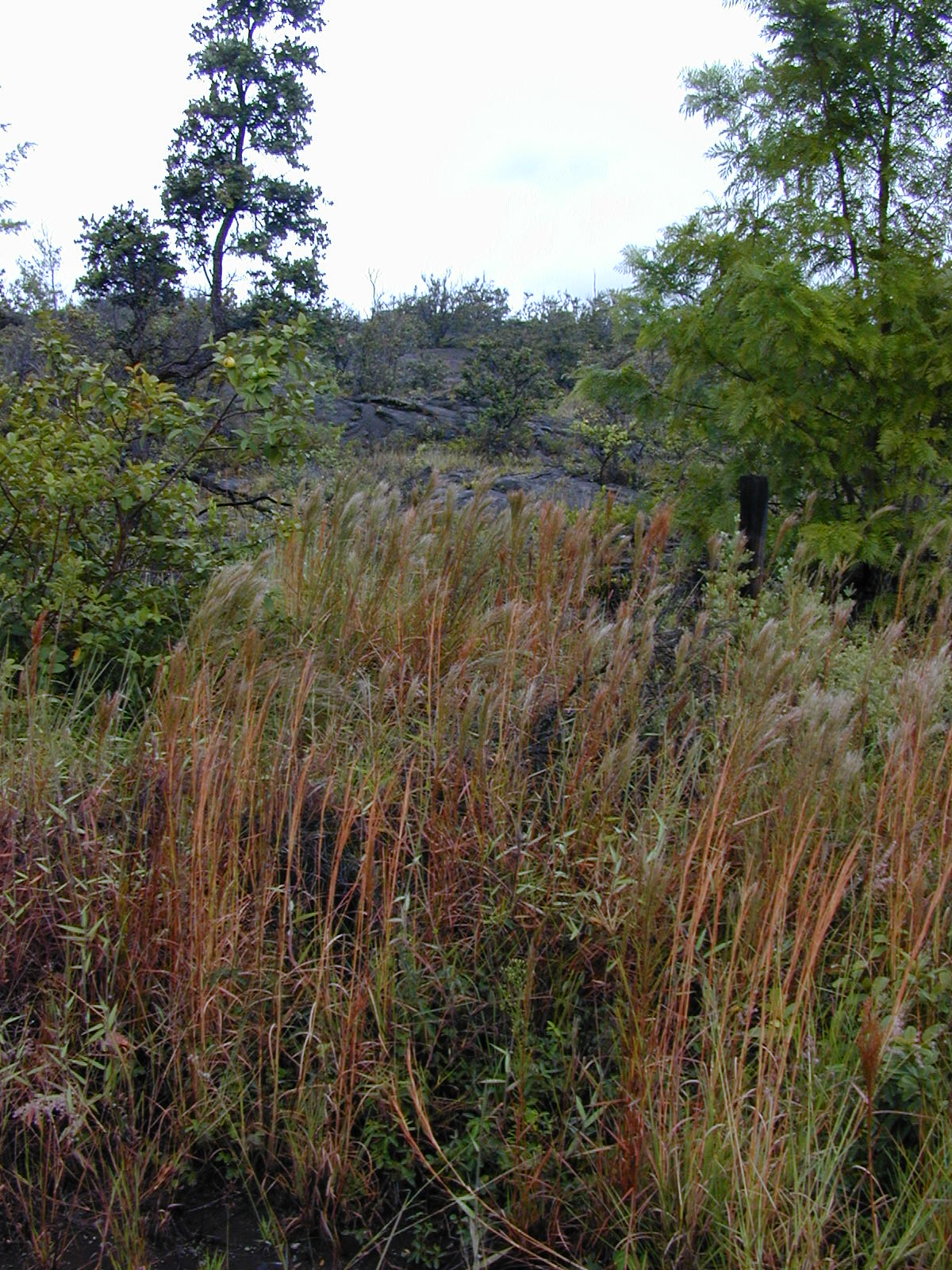
En su hábitat

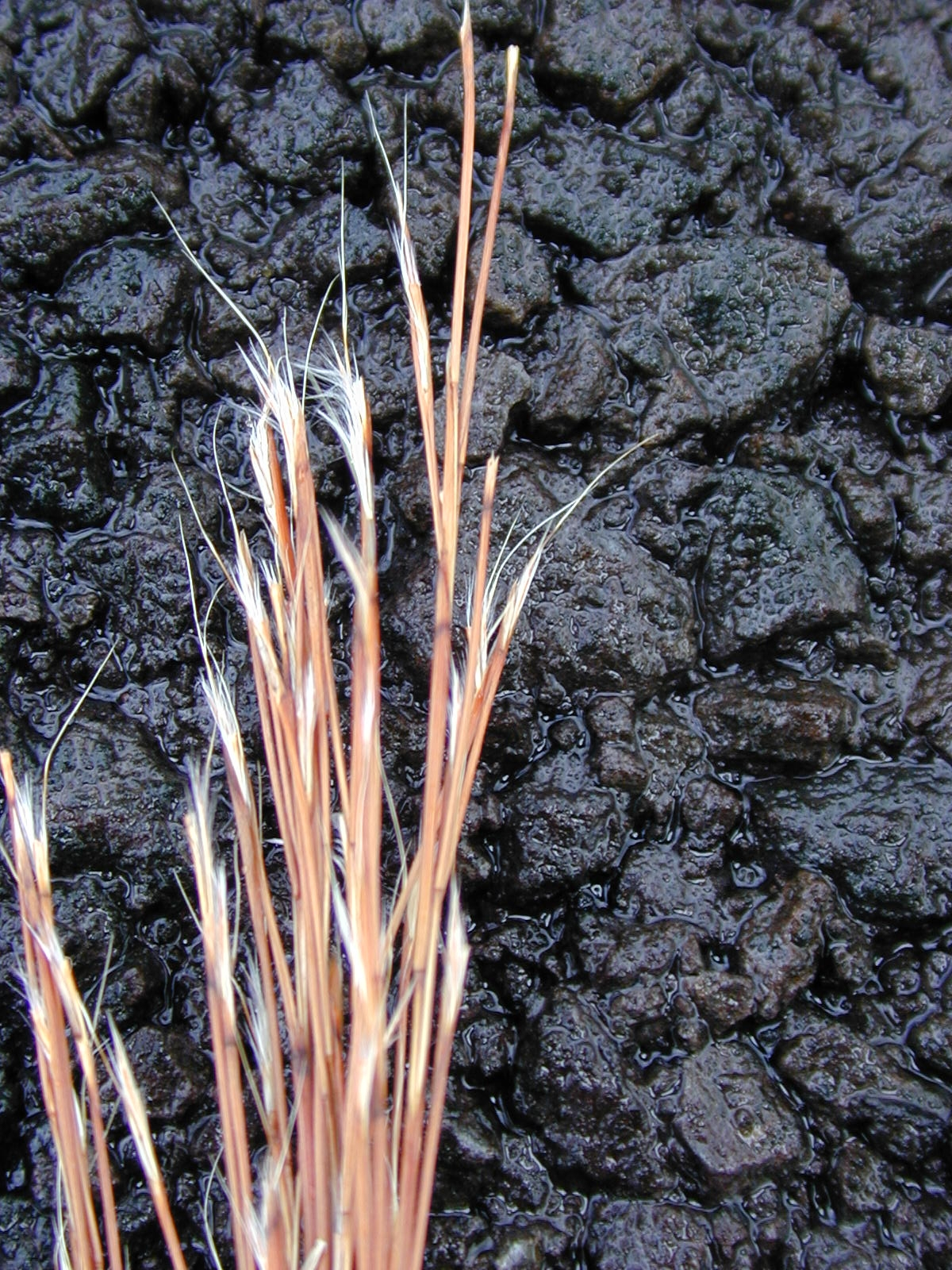
Detalle

## Distribución y hábitat
Es originaria de América del Sur, y es bien conocida en otros lugares como una especie introducida y maleza nociva, particularmente en Hawái.

## Descripción
Esta es una hierba perenne que alcanza un tamaño de hasta 1,5 metros de altura. Se ramifica cerca de la parte superior del tallo, produciendo una gran inflorescencia suelta de hasta 40 centímetros de largo.
Esta hierba es muy común en los bosques secos de Hawái. Compite con la vegetación nativa, desplazándola y formando gradas monotípicas gruesas. Estos soportes se vuelven muy inflamable y aumentan la frecuencia de fuego. Después de producirse el fuego, es más fácil para una hierba similar invasiva, Melinis minutiflora, para mudarse, lo que aumenta la cobertura total de la hierba no nativa. S. condensatum luego muere de nuevo.

## Taxonomía
Schizachyrium condensatum fue descrita por (Kunth) Nees y publicado en Flora Brasiliensis seu Enumeratio Plantarum 2(1): 333–334. 1829.
Etimología
Schizachyrium nombre genérico que deriva de las palabras griegas schizein (dividir) y achuron (paja), refiriéndose al lema superior.
condensatum: epíteto latíno que significa "denso"
Sinonimia
- Anatherum pedunculosum Desv.
- Andropogon benthamianus Steud.
- Andropogon condensatus Kunth
- Andropogon lechleri Steud. ex Hack.
- Andropogon lhotskyi Steud.
- Andropogon lhotzkyi Steud. ex E.Fourn.
- Andropogon paniculatus Kunth
- Andropogon paniculatus var. elongatus (Hack.) Hack.
- Andropogon paniculatus var. paniculatus
- Andropogon plumiger Ekman
- Andropogon rectirhachis E.Fourn.
- Andropogon scoparius J.Presl
- Cymbopogon condensatus (Kunth) Spreng.
- Pollinia microstachya (Desv.) Desv.
- Schizachyrium bimucronatum Roseng., B.R.Arrill. & Izag.
- Schizachyrium lactiflorum (Hack.) Herter
- Schizachyrium microstachyum (Desv.) Roseng., B.R.Arrill. & Izag.
- Schizachyrium microstachyum subsp. elongatum (Hack.) Roseng., B.R.Arrill. & Izag.
- Schizachyrium microstachyum subsp. microstachyum
- Schizachyrium mucronatum Roseng., B.R.Arrill. & Izag.
- Schizachyrium neoscoparium Herter
- Schizachyrium paniculatum (Hack.) Herter
- Schizachyrium plumigerum (Ekman) Parodi
- Sorghum condensatum (Kunth) Kuntze
- Sorghum condensatum var. lactiflorum (Hack.) Hack. ex Kuntze[8][9]